# Los Haitises

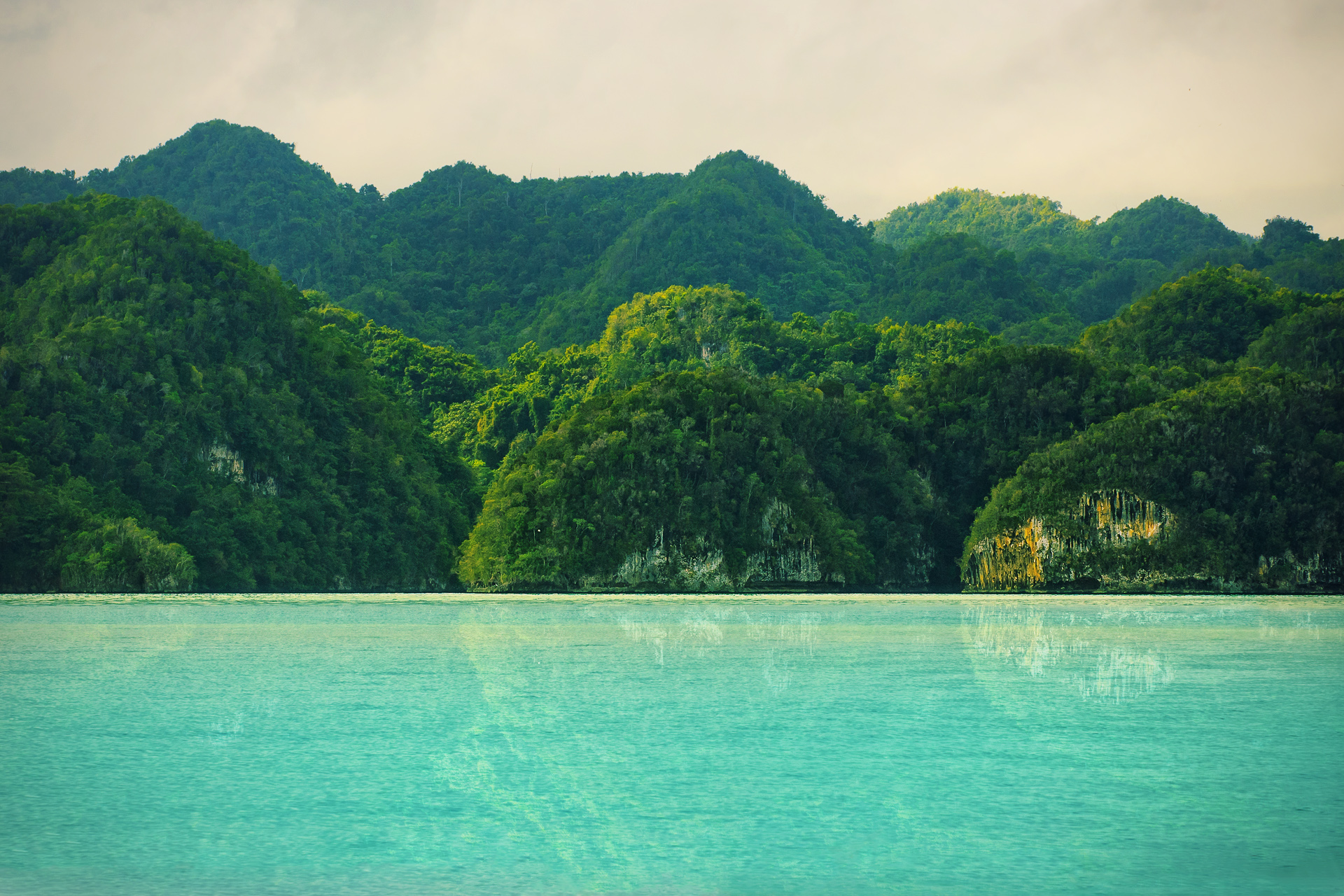
Los Haitises Nationalpark: die Bahía de San Lorenzo

Los Haitises ist einer der bedeutendsten Nationalparks der Dominikanischen Republik. Er besteht seit 1976 und liegt im Nordosten des Landes, im Südwestwinkel der Bucht von Samaná, bei der Mündung des Flusses Yuna. Das Gebiet umfasst 826 km².

## Geschichte
Das Gebiet wurde schon in präkolumbischer Zeit von den Taínos, den Ureinwohnern der Insel, besiedelt oder zumindest immer wieder zeitweise aufgesucht. Hierauf deuten vor allem Petroglyphen an den Wänden der zahlreichen Höhlen des Gebietes. Der Name „Haitises“ leitet sich von „Aiti“ bzw. „Haiti“ ab, der Bezeichnung der Taínos für Hügel bzw. hügeliges/bergiges Land. Die Erhebungen in den Haitises sind zwar nicht hoch (kaum 100 m), jedoch recht steil, so dass der Name verständlich ist.
Nach der Conquista blieb das Gebiet lange unbewohnt; erst im 19. und frühen 20. Jahrhundert wurde in Teilen der Haitises Landwirtschaft betrieben und dabei vor allem Rüben angebaut, die zur Stärkegewinnung dienten und exportiert wurden. Hierfür wurde auch eine Eisenbahn- und in der Bahía de San Lorfeno eine Hafenanlage errichtet, deren Überreste heute noch zu finden sind.
Im Jahr 1968 wurden ca. 200 km² als so genannte „reserva forestal“ (Waldreserve) unter Schutz gestellt. Das Schutzgebiet wurde in der Folgezeit in einen Nationalpark umgewandelt und mehrfach erweitert, zuletzt 1996.

## Geologie, Flora und Fauna

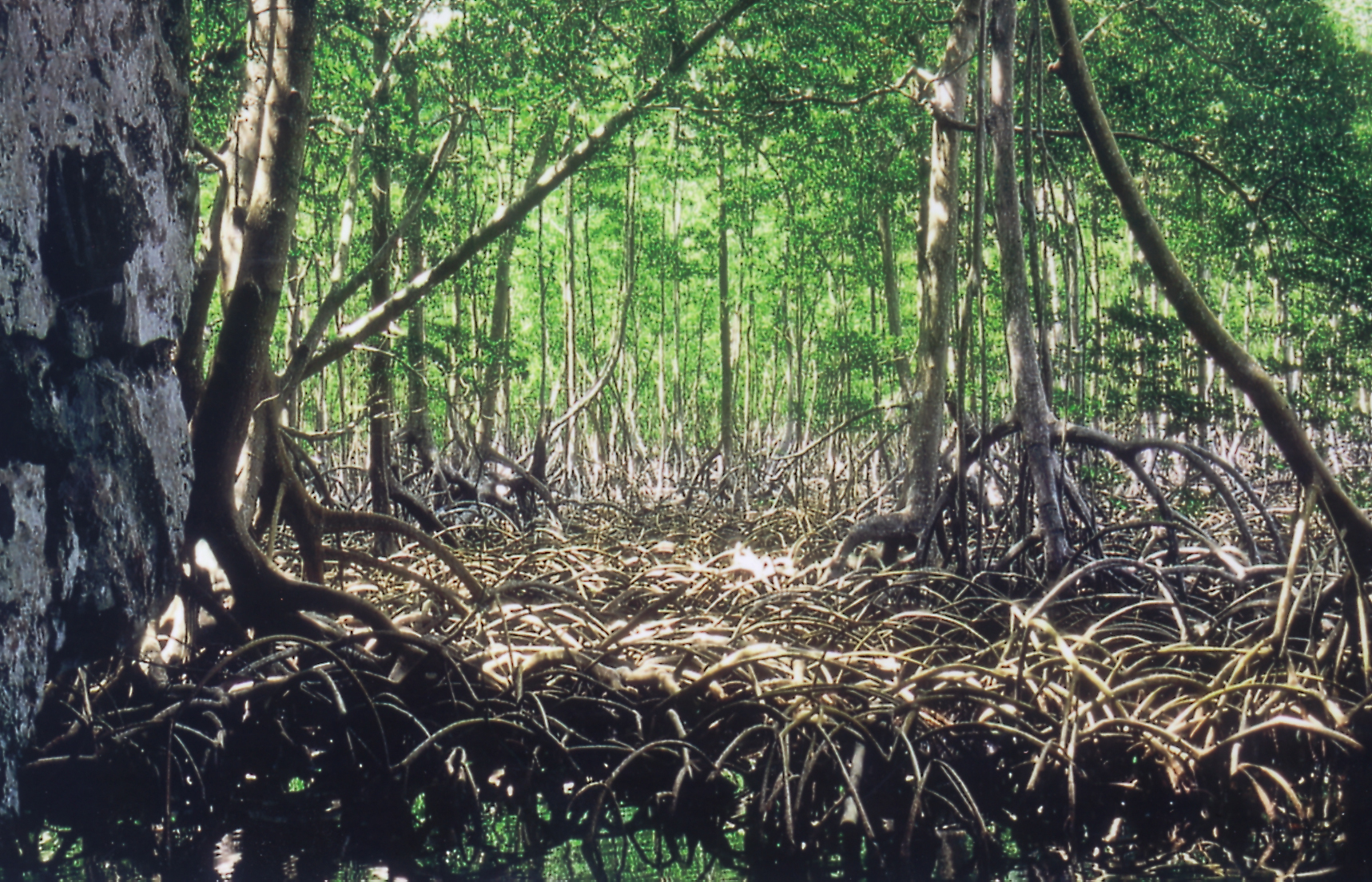
Dichter Mangrovenwald

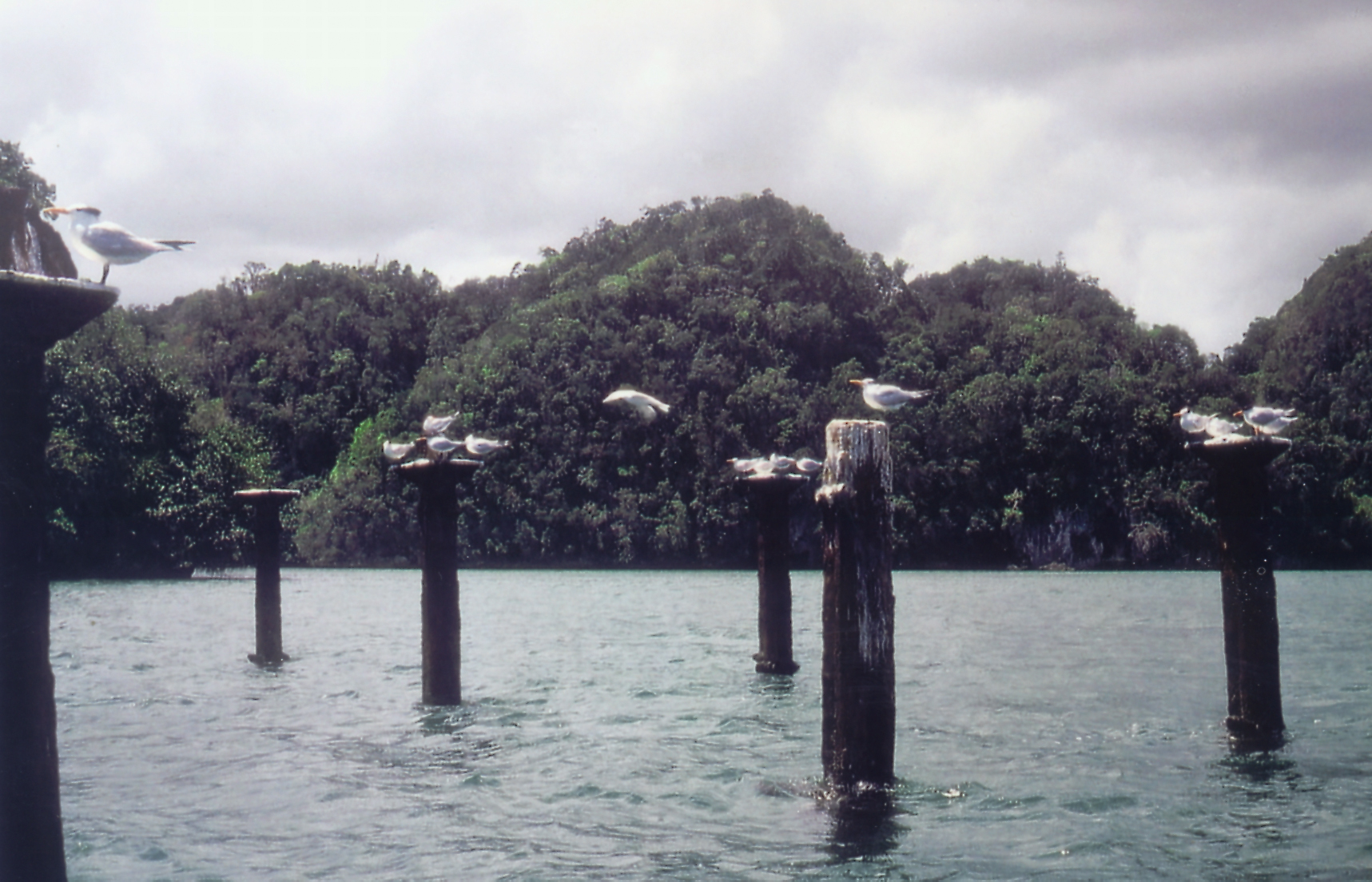
Königsseeschwalben auf Relikten einer ehemaligen Hafenanlage

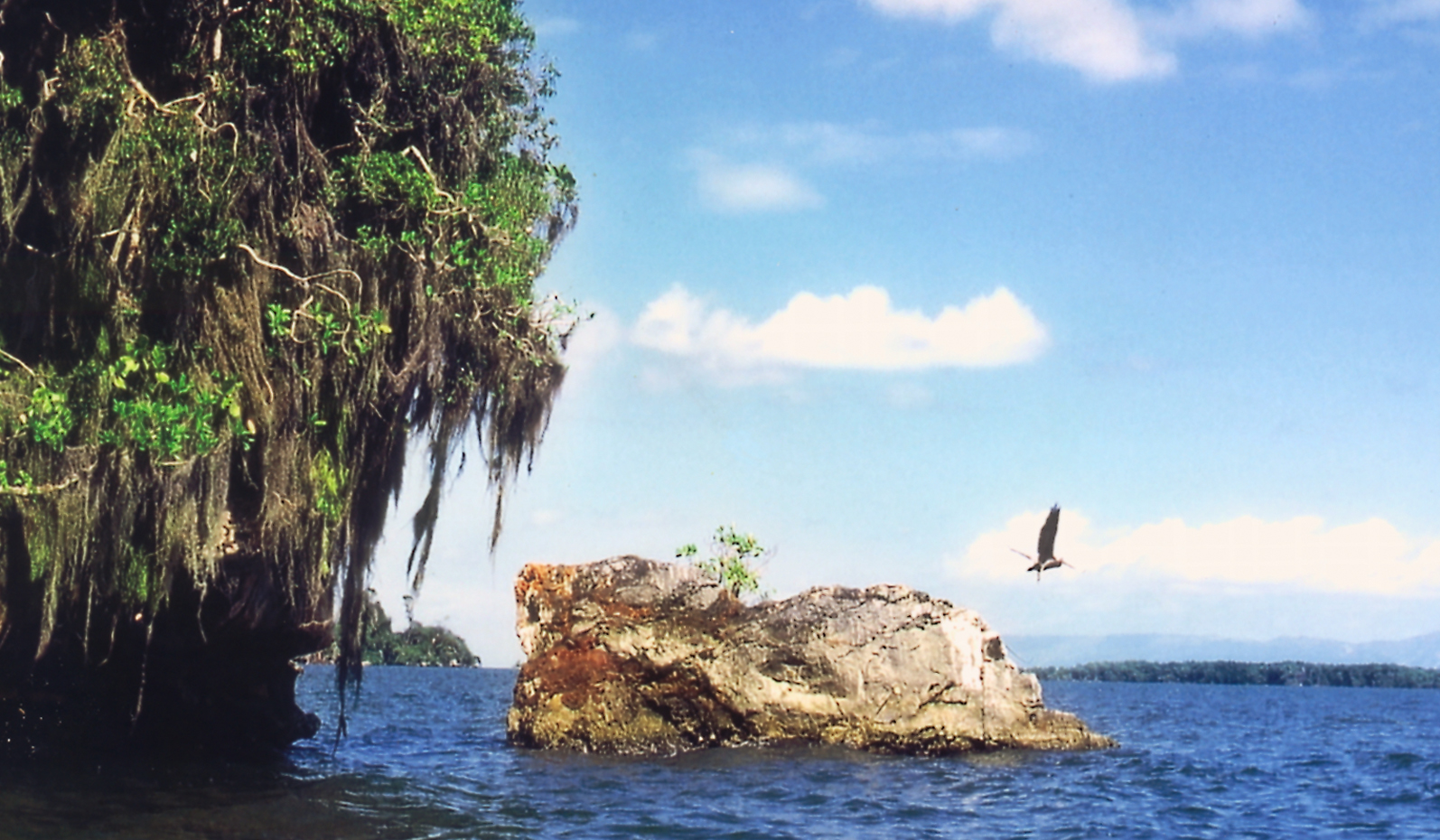
Felsinseln, so genannte „Cayos“, teils stark überwuchert

Los Haitises sind ein typisches Karstgebiet, bestehend aus Kalksteinen des Tertiärs, die über vulkanischen Gesteinen liegen. Im Gegensatz zum Kalkstein sind die Vulkanite wenig wasserdurchlässig, so dass sich das Regenwasser am Grund der Kalke sammelt, unterirdische Flüsse bildet und als voluminöse Karstquellen bzw. Karstseen zu Tage tritt. Aufgrund der starken Oberflächenerosion ist das Gelände sehr zerklüftet. Besonders beeindruckend sind die so genannten „mogotes“, steile Hügel, die an die Buckel riesiger Schildkröten erinnern und sich mitunter fast 100 m in die Höhe erheben.
Wie in jedem Karstgebiet gibt es auch in den Haitises viele Höhlen. Von diesen gilt die Cueva Fun-Fun mit ca. 3 km Länge als die größte Höhle der Dominikanischen Republik. Sie ist für Touristen nicht zugänglich.
Aufgrund des geringen Humus auf der Karstoberfläche und der Tatsache, dass das Wasser im Kalkstein rasch versickert, ist die Vegetation auf den Hügeln – trotz der starken Niederschläge in dieser Gegend – nur semihumid. Es überwiegen strauchartige Gewächse und niedrige Palmenarten. Lediglich in den Senken findet sich stellenweise eine echt tropische Vegetation mit größeren Bäumen, z. B. auch Mahagoni (Swietenia mahagoni) und Kapok (Ceiba pentandra). Typisch für Los Haitises sind die vielen Epiphyten; unter diesen dominieren Bromelien, insbesondere das so genannte „Cabello de hadas“, zu deutsch „Hexenhaar“ (Louisianamoos, Tillandsia usneoides) sowie Orchideen. Von letzteren wurden in den Haitises über 200 verschiedene Arten beschrieben, davon ist etwa gut ein Drittel endemisch.
Bemerkenswert sind auch die Mangrovenwälder entlang der Küste, die zu den größten der Insel zählen. Es kommen sowohl die Roten (Rhizophora mangle) als auch die Weißen Mangroven (Laguncularia racemosa) vor.
Größere Säugetiere leben nicht im Nationalpark. Die Manatis (Seekühe), die früher im Mündungsgebiet des Yuna vorkamen, scheinen dort ausgestorben zu sein. Seit den 1980er Jahren wurden jedenfalls keine mehr beobachtet. Die häufigsten Säugetiere sind wohl die Fledermäuse, die die Höhlen bewohnen. Zwei seltene endemische Säuger Hispaniolas sollen auch noch in den Haitises leben, nämlich der Schlitzrüssler (Solenodon paradoxus) und die Jutia (Plagiodontia aedium).
In der Küstenzone leben und brüten unter anderem Möwen, Pelikane, Kormorane und Fregattvögel. Außerdem kommt der recht seltene Haiti-Bussard (Buteo ridgway) in den Haitises vor.
Zu erwähnen sind unter den Gliedertieren die Geißelspinnen (Amblypygi), ebenfalls Höhlenbewohner, die mitunter handtellergroß werden können.

## Tourismus
Der Nationalpark ist nur mit geführten Touren zugänglich. Er ist von verschiedenen Orten (Sánchez, Samaná, Sabana de la Mar) per Schiff zu erreichen. Die meisten Touren gehen von Sabana de la Mar durch die Bahía de San Lorenzo zu einigen Inseln bzw. Halbinseln, wobei auch Höhlen zu besichtigen sind (z. B. die Cueva de las Linias mit Petroglyphen sowie die Cueva de la Arena mit ihrer Fledermauskolonie). Die Touren werden mit Motorbooten durchgeführt; Bestrebungen, im Nationalpark Elektro- oder Solarboote einzusetzen, sind bisher gescheitert.
Daneben gibt es Touren mit Geländefahrzeugen oder auch geführte Wandertouren im Landesinneren. Große Teile des Parks dürfen jedoch nach wie vor von Touristen nicht betreten werden.
In Sabana de la Mar wurde auch ein Besucherzentrum (Aula de la Naturaleza) eingerichtet.

## Weblink
- Umweltministerium der Dominikanischen Republik

Koordinaten: 19° 2′ 38,2″ N, 69° 35′ 34,4″ W